# Der erste Mensch
Der erste Mensch (französisch Le premier homme) ist ein 1994 postum veröffentlichter, unvollendeter Roman des algerisch-französischen Schriftstellers und Philosophen Albert Camus.

## Inhalt
Im Zentrum der fertiggestellten Textteile steht die Identitätssuche des Algerienfranzosen Jacques Cormery, die dieser durch die Rekonstruktion seiner Familiengeschichte und seiner eigenen in der Kolonie verbrachten Kindheit bewältigen möchte. Die so im Roman erzählten Erinnerungen weisen starke Parallelen zu Camus’ eigener Biographie auf. Nicht zuletzt deshalb ist der Text häufig biographisch gedeutet worden. Plausibel sind jedoch auch postkoloniale und existenzphilosophische Interpretationsansätze.

## Hintergründe
Das unvollendete Manuskript zum Roman war bereits 1960 am Ort des tödlichen Autounfalls Albert Camus’ aufgefunden worden. Seine Tochter Catherine Camus hatte sich lange Zeit geweigert, das Fragment gebliebene Werk zu veröffentlichen, nicht zuletzt aufgrund des stark autobiographischen Charakters des Textes, der in der Endfassung möglicherweise gemindert worden wäre.

## Medien
Der aus Algerien stammende Schauspieler Jean-Paul Schintu präsentierte 2013 seine Interpretation des Textes beim Festival von Avignon.

## Ausgaben
- Der erste Mensch, deutsch, übersetzt von Uli Aumüller. Rowohlt, Reinbek bei Hamburg 2001, ISBN 3-499-23187-5.
- Le premier homme, französisch. Gallimard, Paris 1999, ISBN 978-2-07-073827-4.

## Sekundärliteratur
- Klaus Bahners: Erläuterungen zu Albert Camus: Der erste Mensch. Königs Erläuterungen und Materialien (Bd. 399). Bange, Hollfeld 2000, ISBN 978-3-8044-1669-7.